# Arma bianca
株式会社arma bianca (アルマビアンカ)は、キャラクターグッズの企画・製造・販売を主な事業内容とする日本の企業。

## 概要
arma biancaとは、「キャラクターやアニメのデジタルコンテンツに関連する企画、運営、コンサルティング及びライセンス仲介事業」、「キャラクターグッズの企画、開発、製造及び販売業」、を行う企業。

## 関連作品
- TVアニメ
  - 2019年：警視庁 特務部 特殊凶悪犯対策室 第七課 -トクナナ- （製作委員会参加）
  - 2020年：八男って、それはないでしょう！（製作委員会参加）
  - 2020年：魔王城でおやすみ（製作委員会参加）
  - 2020年：池袋ウエストゲートパーク（製作委員会参加）
  - 2021年：幼なじみが絶対に負けないラブコメ（製作委員会参加）
  - 2022年：最遊記RELOAD - ZEROIN -（製作委員会参加）
  - 2022年：社畜さんは幼女幽霊に癒されたい。（製作委員会参加）
  - 2022年：恋は世界征服のあとで（製作委員会参加）
  - 2023年：私の百合はお仕事です！（製作委員会参加）
  - 2023年：彼女が公爵邸に行った理由（製作委員会参加）
  - 2023年：婚約破棄された令嬢を拾った俺が、イケナイことを教え込む（製作委員会参加）
  - 2023年：はめつのおうこく（製作委員会参加）
  - 2023年：弱キャラ友崎くん2（製作委員会参加）
  - 2024年：ワンルーム、日当たり普通、天使つき。（製作委員会参加）
  - 2024年：魔導具師ダリヤはうつむかない（製作委員会参加）
  - 2024年：ハイガクラ（製作委員会参加）
  - 2024年：来世は他人がいい（製作委員会参加）
  - 2024年：妖怪学校の先生はじめました!（製作委員会参加）
  - 2024年：さようなら竜生、こんにちは人生（製作委員会参加）
  - 2024年：星降る王国のニナ（製作委員会参加）
  - 2025年：どうせ、恋してしまうんだ。（製作委員会参加）
  - 2025年：アポカリプスホテル（製作委員会参加）
  - 2025年：フェルマーの料理（製作委員会参加）
  - 2025年：異世界黙示録マイノグーラ〜破滅の文明で始める世界征服〜（製作委員会参加）
  - 2025年：出禁のモグラ（製作委員会参加）
  - 2025年：帝乃三姉妹は案外、チョロい。(製作委員会参加)
  - 2025年：うたごえはミルフィーユ（製作委員会参加）

## 直営店
- ECサイト
  - AMNIBUS
  - ARMA BIANCA
- 実店舗
  - AMNIBUS STORE